# Augustin Millan
Augustin Millan, de son vrai nom, Augustin Millan Assiéhué est un entrepreneur, chef d’entreprise ivoirien qui exerce dans l'aquaculture. En 2022, il compte parmi les lauréats du Prix national d’Excellence.

## Biographie

### Enfance
Millan naît le 4 décembre 1990,.

### Carrière
Il commence sa carrière professionnelle en tant que commercial dans une entreprise de téléphonie. En 2010, il lance son écloserie artisanale qui peine à démarrer. En 2016, il lance officiellement sa ferme avec pour ambition de résoudre le problème des alevins. Son activité est soutenue par le programme FISH4ACP du FAO. Il est aussi un formateur dans le domaine.

## Distinctions
- Le 5 août 2022 au palais présidentiel à Abidjan, il reçoit le Prix d’Excellence du Meilleur Acteur des Ressources Animales et Halieutiques – Option écloserie ou production d’alevins[2].